# Gynacantha jessei
Gynacantha jessei är en trollsländeart som beskrevs av Williamson 1923. Gynacantha jessei ingår i släktet Gynacantha och familjen mosaiktrollsländor. IUCN kategoriserar arten globalt som otillräckligt studerad. Inga underarter finns listade i Catalogue of Life.